# Гундеберга
Гундеберга (Гундеперга, Гундоберга; лат. Gundeberga; около 601 — после 653) — королева лангобардов (625 или 626—652) по бракам с Ариоальдом и Ротари.

## Биография

### Исторические источники
Гундеберга известна из нескольких раннесредневековых исторических источников, в том числе, из «Хроники» Фредегара, трактата «Происхождение народа лангобардов», жития святого Колумбана Ионы из Боббио, «Истории лангобардов» Павла Диакона и «Истории франков» Аймоина из Флёри.

### Ранние годы
Гундеберга была дочерью короля лангобардов Агилульфа и Теоделинды. Её младшим единоутробным братом был король Аделоальд. Также у Гундеберги была старшая неизвестная по имени единокровная сестра, дочь Агилульфа от первого брака. Так как дедом по матери Гундеберги был герцог баваров Гарибальд I, в генеалогических трудах она считается представителем Баварской династии правителей Лангобардского королевства, одной из ветвей рода Агилольфингов.
Предполагается, что Гундеберга родилась не позднее 601 года. Детство она провела при дворе лангобардских королей в Монце. Воспитанная Теоделиндой, Гундеберга, также как и её мать, стала ярой исповедницей ортодоксального христианства. Современник Гундеберги, франкский хронист Фредегар, описывал её как женщину красивую внешностью, добродушную ко всем, преисполненную христианским благочестием, щедро раздававшую милостыню, и за то почитаемую всеми.

### Супруга Ариоальда
Первым мужем Гундеберги был арианин Ариоальд, сначала герцог Турина, а затем с 625 или 626 года — правитель Лангобардского королевства. Возможно, их бракосочетание состоялось не позднее 615 или 616 года, но существует и мнение, что Ариоальд женился на Гундеберге уже после получения королевского титула. Не вызывает сомнения только факт, что Ариоальд смог удержать власть над лангобардами во многом благодаря близким родственным связям со своими предшественниками на престоле.
Однако почти сразу же после получения королевского титула Ариоальд на три года заточил Гундебергу в монастырь в Ломелло. По свидетельству Фредегара, Гундеберга однажды обратила внимание своей свиты на красоту придворного по имени Адалульф. Тот же, узнав об этом, безуспешно попытался склонить королеву к супружеской измене. Когда Гундеберга с презрением отклонила его притязания, он обвинил её в намерении возвести на престол герцога Фриуля Тасо. Ариоальд поверил клевете и повелел взять королеву под стражу. Тасо же вскоре был убит равеннским экзархом Исааком, подкупленным королём лангобардов. Предположительно в 628 году в Павию прибыло посольство от короля франков Хлотаря II, дальнего родственника Гундеберги. В том числе, послы спросили о причине заключения королевы. Узнав её, один из них, Ансоальд, предложил провести над королевой «Божий суд», на что Ариоальд дал согласие. Во время традиционного для такого случая судебного поединка защитник интересов Гундеберги по имени Питтон, нанятый двоюродными братьями королевы Арипертом и Гундопертом, убил Адалульфа. Этим была доказана полная невиновность Гундеберги. Та немедленно была оправдана и возвращена к королевскому двору.
С тех пор Гундеберга постоянно жила в Павии, став первой из лангобардских королев, никогда не покидавших этого города.

### Супруга Ротари

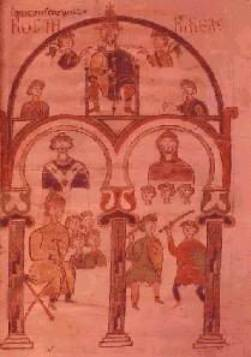
Судебный поединок. Миниатюра из «Эдикта Ротари»

Король Ариоальд погиб в 636 году, упав с коня. Наиболее вероятным кандидатом на освободившийся престол был герцог Брешиа Ротари. По свидетельству Фредегара, Гундеберга призвала герцога к себе и заявила, что тот станет королём только после женитьбы на ней, и герцогу Брешиа не оставалось ничего другого, как изгнать свою законную супругу и жениться на вдове Ариоальда. Насколько достоверен этот рассказ, неизвестно. Вероятно, что избрание Ротари на престол могло быть не личной инициативой Гундеберги, а результатом компромисса между разными группами лангобардской знати. Возможно, инициатором брака с Гундебергой был сам Ротари, желавший женитьбой легитимизировать получение королевского титула среди сторонников ортодоксии. Способ передачи власти путём женитьбы на вдове своего предшественника был широко распространён среди древних германцев, в том числе, и среди лангобардов.
Однако и этот супруг Гундеберги заточил её в один из дворцов в Павии и держал там пять лет. Всё это время королева вела жизнь подобную той, что вели монахини, а король проводил время с наложницами. Медиевисты предполагают, что причиной вражды между супругами были их религиозные верования: Ротари был ярым сторонником арианства, а Гундеберга исповедовала ортодоксальное христианство. Только после вмешательства посла короля Хлодвига II Авбедона, по личному почину ставшего угрожать войной лангобардам за неуважение к их королеве, связанной родственными узами с правителями франков, Гундеберга в 641 или 642 году была возвращена ко двору, получив обратно всё конфискованное у ней имущество.
Известно, что Гундеберга в правление Ротари основала в Павии церковь Святого Иоанна Крестителя, одарив её богатой церковной утварью и убранством. Также королева упоминается и как благотворительница аббатства в Боббио.

### Последние годы
В «Истории лангобардов» Павел Диакон писал, что после смерти Ротари в 652 году Гундеберга стала женой нового короля Родоальда. Опять обвинённая в супружеской неверности недоброжелателями, Гундеберга добилась оправдания через судебный поединок, в котором защитником интересов королевы выступил её слуга Карл. Однако скорее всего сведения о браке Гундеберги и Родоальда недостоверны, и супругой короля могла быть другая женщина, носившая такое же имя. О том, в каких родственных отношениях состояли Гундеберга и Родоальд, среди историков единого мнения нет. Одни считают, что Родоальд был сыном Ротари от первого брака, другие, что его матерью была Гундеберга. Предполагается, что дочерью Гундеберги и Ротари могла быть Роделинда, супруга лангобардского короля Бертари. Однако, скорее всего, родителями Роделинды были какие-то другие представители высшей знати Лангобардского королевства.
Предполагается, что к моменту смерти отца король Родоальд мог быть ещё несовершеннолетним, и фактически Лангобардским королевством от его имени правила Гундеберга. Однако вдова Ротари не смогла удержать власть в своих руках, и уже в 653 году престол перешёл к её двоюродному брату Ариперту I.
О дальнейшей судьбе Гундеберги достоверных сведений нет. Дата её смерти неизвестна. Возможно, что Гундеберга была похоронена в Павии в основанной ею церкви Святого Иоанна Крестителя.
Современные историки очень высоко оценивают личность королевы Гундеберги, считая её одной из самых выдающихся женщин среди лангобардов. Они отмечают, что в 620-х — 640-х годах та была одной из наиболее ревностных исповедниц ортодоксии в Лангобардском королевстве, твёрдо отстаивавшей свою веру от посягательств сторонников арианства. Гундебергу можно считать и одним из наиболее выдающихся государственных деятелей среди женщин своего времени, так как она сыграла важную роль в избрании на престол Ротари, а после его смерти, вероятно, была регентом в правление короля Родоальда.